# Kryonik

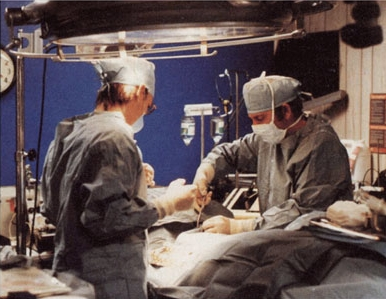
Chirurgen präparieren den Leichnam eines Menschen für die Kryostase.

Kryonik (von altgriechisch κρύος kryos, deutsch ‚Eis, Frost‘) ist die Kryokonservierung (auch Kryostase) von Organismen oder einzelnen Organen (meist dem Gehirn), um sie – sofern möglich – in der Zukunft „wiederzubeleben“. Mit dem Begriff ist insbesondere das „Einfrieren“ und Aufbewahren von Menschen nach ihrem Tod gemeint, die schon zu Lebzeiten entsprechende Verträge mit kommerziellen Anbietern geschlossen haben und auf eine technische Innovation hoffen, die ihnen ein Weiterleben in der Zukunft ermöglichen soll. Nach heutigem Kenntnisstand ist eine Wiederbelebung nach dem „Auftauen“ nicht möglich und Versprechen danach werden von wissenschaftlicher Seite größtenteils abgelehnt.

## Vorgehen
Bei der Kryokonservierung größerer Organe und Organismen kommt es bisher zu Schäden, die nicht mit den heute zur Verfügung stehenden Mitteln behoben werden können. So müsste das jeweilige Frostschutzmittel genau auf die einzelnen Zelltypen abgestimmt sein. Da dies nicht praktikabel ist, konzentriert man sich meist auf die bestmögliche Erhaltung des Gehirns mit dem Ziel, unvollkommen konservierte Gewebe zukünftig beispielsweise mittels Tissue Engineering ersetzen zu können. Ob diese Schäden in der Zukunft reversibel sind, ist noch unklar.
Zur Konservierung bedient sich die moderne Kryonik seit Beginn des 21. Jahrhunderts der Vitrifizierung, um die Bildung von Eiskristallen zu vermeiden. Eiskristalle führen ansonsten zu einer Vielzahl mikroskopischer Verletzungen, welche nach heutigem Kenntnisstand als irreversibel einzustufen sind.
Zur Lagerung wird der Organismus bzw. das Organ üblicherweise bei −196 °C in flüssigem Stickstoff gekühlt. Hierbei werden die Glasübergangstemperaturen der verwendeten Vitrifikationslösungen (beispielsweise ca. −120 °C bei M22) weit unterschritten, woraufhin es zu Brüchen in den Geweben kommt. Da es sich hierbei lediglich um wenige, mikroskopische Brüche handelt, werden diese von den Anbietern der Technik als prinzipiell reversibel eingeschätzt.
Eine weitere Herausforderung stellt das Wiederauftauen dar. Während das Auftauen eines größeren Organismus mehrere Stunden in Anspruch nehmen kann, befindet man sich in einem Zielkonflikt: Einerseits dürfen keine kritischen Temperaturen überschritten werden, welche zum Beispiel die Denaturierung der im Gewebe enthaltenen Proteine zur Folge hat, andererseits muss darauf geachtet werden, dass das Gewebe während des Auftauens nicht aufgrund einer Sauerstoffunterversorgung abstirbt. Für größere Organe und Organismen ist dieses Problem bisher ungelöst.
Eine eingehende juristische Betrachtung von Jochen Taupitz kommt zu dem Schluss, dass die kryonische Lagerung auf unbestimmte Zeit auch in Deutschland legal ist.

## Umsetzung
Seit dem 17. Januar 2013 ist die 23-jährige Kim Suozzi die 114. Patientin der „Alcor Life Extension Foundation“ in Scottsdale, Arizona, die sich „kryonisch versorgen“ ließ. Die Psychologiestudentin aus Missouri hatte in den Monaten, seit sie von ihrer Krebserkrankung erfuhr, Geld gesammelt und wurde von einer Non-Profit-Organisation in den USA betreut. Insgesamt sind bislang (Stand: Februar 2013) 254 Menschen in flüssigem Stickstoff gelagert worden. Hinzu kommen 20 Personen bei einem Anbieter für Kryonik in Russland, wobei in einigen Fällen nur die Köpfe mit den Gehirnen aufbewahrt werden. Dabei verweisen Anhänger auf das Tissue Engineering, mit dem heute schon künstliche Gewebe mit menschlichen Stammzellen besiedelt werden können. Suozzi schrieb in ihrem Blog: „Ich finde es besser, auf diesen Fortschritt zu wetten, als zu verwesen.“
Der entscheidende Schritt aus heutiger Sicht ist die Wahl des geeigneten Mittels, um die körpereigene Flüssigkeit zu ersetzen: das Vitrifizieren. Der entscheidende Ansatz ist eine Frierung ohne Eiskristallbildung. Seit Einführung der Methode ist bereits die sechste Kältemittelvariante im Einsatz. Es sind Gemische auf Basis von Dimethylsulfoxid, Formamid und Ethylenglykol. Problem bleibt dabei jedoch die Giftigkeit der Substanzen. Dem US-Forscher Gregory M. Fahy gelang es in Testreihen, vitrifizierte Nieren von Kaninchen für einige Minuten tiefzukühlen, aufzutauen und wieder zu implantieren, wobei eines der Tiere über einen Zeitraum von 48 Tagen weiterlebte, nach welchem das Experiment beendet wurde. Auch vitrifiziertes Gehirngewebe zeigte Reaktion auf elektrische Stimuli.
Da bereits wenige Minuten nach Kreislaufstillstand Substanzen im Körper gebildet werden, die letztlich zu bislang irreversiblen massiven Reperfusionsschäden führen würden, ist eine schnelle erste Kühlung dringend notwendig. Die Amerikanerin Kim Suozzi zog in ein Hospiz nahe der Alcor-Zentrale. Dadurch konnte mit dem Aufhören des Herzschlages die Vorbereitung zeitnah begonnen werden. Der Körper wird in Eis eingelegt und mit einer Herz-Lungen-Massage behandelt, um den Blutkreislauf in Bewegung zu halten und das Gehirn weiterzuversorgen. Infusionen sollen der Bildung von freien Radikalen, Stickoxiden und Körpergiften vorbeugen, mit Betäubungsmitteln wird die Sauerstoffaufnahme des Gehirns gesenkt. Nach dieser Vorort-Behandlung erfolgt der Transport zu den Geräten im Operationssaal. Hier wird das Blut vollständig abgelassen und die Blutgefäße werden mit einer kalten Lösung gespült und nach und nach die (toxische) Vitrikationslösung bei einer Temperatur von −125 °C eingefüllt. Nach mehreren Stunden hat der Körper ebenfalls diese Temperatur erreicht und die Flüssigkeit ist „verglast“. Im Verlauf von zwei Wochen wird dann mit flüssigem Stickstoff auf −196 °C gekühlt. Im Kryostaten muss Stickstoff nur noch in Monatsabständen ergänzt werden.
Eine Ganzkörperbehandlung kostete 2013 zwischen 50.000 Euro (bei Krio-Rus) und 150.000 Euro bei Alcor, bei Cryonics Institute 27.000 Euro. Wird nur der Kopf eingefroren, fallen Kosten von 7.000 bis 60.000 Euro an. Diese Summen sind erforderlich für die Bereitschaft der Erstversorgung eines ausgebildeten Teams und die Forschungs- und Entwicklungsausgaben. Eine Mitgliedschaft in Vorbereitung auf die kryonische Versorgung erfordert einen Jahresbeitrag von 100 Euro bis 450 Euro.

## Wissenschaftliche Bewertung
Stefan Schlatt von der Universität Münster bezweifelt die Durchführbarkeit der Kryonik, weil die Blut-Hirn-Schranke, die Barriere zwischen blutdurchströmten Gefäßen und dem Hirngewebe, beim Einfrieren zerstört werde. Der Transplantationsmediziner und Professor für Medizinmanagement und Gesundheitswissenschaften an der Universität Bayreuth, Eckhard Nagel, stuft Kryonik als „reine Science-Fiction“ ein. Der Biophysiker Günther Fuhr, früherer Leiter des Fraunhofer-Instituts für Biomedizinische Technik nannte sie Fantasterei und „reine Zukunftsmusik“.
Laut Andreas Sputtek, Zentrum für Labormedizin und Mikrobiologie, Alfried Krupp Krankenhaus, Essen wird das Gehirn beim Einfrieren zerstört.
Der Anthropologe Simon Dein sieht in dem Bestreben einiger Menschen, sich nach dem Tod einfrieren zu lassen, religiöse Züge. Kryonik erfülle wie Religion den Zweck, die Angst vor dem Tod zu überwinden. Seit der Säkularisierung und der abnehmenden Bedeutung von Religion hätten sich Menschen andere Wege gesucht, um mit dieser Angst umzugehen; manche wendeten sich dabei dem Glauben an Wissenschaft und Technologie zu. Die Logik, mit der Anhänger der Kryonik ihr Investment verteidigen, ähnele der Pascalschen Wette.

## Fiktionale Rezeption
Science-Fiction verwendet die Kryostase in verschiedener Form, etwa als Erklärung für bemannte Raumfahrt mit Unterlichtgeschwindigkeit oder um Figuren des Zeitgeschehens in die Zukunft zu übertragen.
So ließ Edward Bellamy in seinem Roman Ein Rückblick aus dem Jahre 2000 auf das Jahr 1887 den Hauptakteur aus dem Vereisen auferstehen und seine Zeit mit einer Entwicklung hundert Jahre weiter vergleichen.
Im 1956 von Robert A. Heinlein verfassten Roman Die Tür in den Sommer  ermöglicht Kryonik den Zeitsprung aus dem Jahr 1970 in das Jahr 2000 sowie das Angleichen des Lebensalter zweier verliebter Hauptpersonen.
1957 erschien der Fortsetzungsroman „Robinson schläft fünfzig Jahre“  in der Programmzeitschrift „Hörzu!“ aus der Feder des Chefredakteurs Eduard Rhein unter dem Pseudonym Hans-Ulrich Horster. Ein Jahrmarktsschausteller, in den sich eine Industriellengattin verliebt hat, verunglückt, wird auf ihren Wunsch eingefroren und durch einen technischen Zufall nach 50 Jahren wieder lebendig.
Im Film Forever Young von 1992 lässt sich ein Testpilot kurz vor Ausbruch des Zweiten Weltkrieges von seinem Freund, einem Erfinder, einfrieren, nachdem seine Freundin bei einem Verkehrsunfall verletzt worden und in ein Koma gefallen ist. Anders als geplant, erwacht er allerdings erst in den 90er-Jahren aus dem künstlichen Schlaf und muss nun in einer völlig fremden Welt nach seiner Vergangenheit suchen.
Im Film Demolition Man von 1993 werden sowohl ein Gangster als auch ein Polizist nach mehreren Jahrzehnten Kälteschlaf in einem kryogenischen Gefängnis aufgetaut und setzen in dieser Zukunft ihren Kampf gegeneinander fort.
Das Thema der Kryonik wird auch im spanischen Film Abre los ojos und seinem US-amerikanischen Remake Vanilla Sky angeschnitten. Ebenfalls wird die Thematik in Wes Cravens Film Chiller – Kalt wie Eis aus dem Jahr 1985 behandelt. Im US-amerikanischen Film Avatar – Aufbruch nach Pandora werden Menschen in Kälteschlaf versetzt, um die Zeit der Reise zum fiktiven Mond Pandora im Alpha-Centauri-System zu überbrücken. Im Film Idiocracy werden zwei Menschen eingefroren (gefriergetrocknet) und nach etlichen Jahrhunderten wiederbelebt. 2014 wurde die Thematik der Kryostase im Science-Fiction-Film Interstellar aufgegriffen, um die zeitliche Überbrückung bei langen Raumreisen zu erklären. Die vielleicht bekanntesten Filmszenen, in denen Menschen reversibel kryokonserviert werden, sind die der Star-Wars-Reihe. Hier geschieht dies mittels des fiktiven Materials Karbonit. Im Film The Return of the First Avenger taucht ein alter Freund des Captains aus dem Zweiten Weltkrieg auf. Er wurde in der Sowjetunion eingefroren, um nur zu wichtigen Ereignissen geweckt zu werden, deshalb nennt man ihn den Winter Soldier.
Die Zeichentrickserie Futurama beginnt damit, dass die Hauptfigur für eintausend Jahre eingefroren und im Jahr 3000 wieder aufgetaut wird. Auch in der US-amerikanischen Serie Fringe wird diese Möglichkeit der Konservierung mit gefrorenen Köpfen dargestellt, ebenso wird dieses Thema in einer Folge der Serie Castle aufgegriffen (4x03).
Des Weiteren spielt die Vitrifizierung eine große Rolle in einigen Werken des polnischen Schriftstellers Stanisław Lem, insbesondere im Roman Fiasko.
Im Videospiel Fallout 4 werden die Bewohner der fiktiven Stadt Sanctuary Hills, einschließlich des Protagonisten und seiner Familie, knapp nach dem Fall der Atombombe in einem vermeintlichen Atomschutzbunker untergebracht. Dort werden sie, unter dem Vorwand einer Dekontaminierung, in sogenannten Kryokapseln eingeschlossen und als Testobjekte für die Firma Vault-Tec in einen Kälteschlaf versetzt. Durch einen Ausfall des Kälteschlafsystems kann sich der Protagonist nach über 200 Jahren aus der Kapsel befreien, wobei er körperlich jedoch kein Stück gealtert ist.
In ähnlich ungeplanter Weise geschieht die „Auferstehung“ des Star-Trek-Charakters Khan Noonien Singh und seiner Anhänger, die zu einer Gruppe genetisch optimierter Menschen gehören. Nach einem mehrere hundert Jahre währenden Schlaf werden sie im Jahre 2267 von der Besatzung des Raumschiffs Enterprise geweckt.
Der Film Realive (Proyecto Lázaro) aus dem Jahr 2016 beschäftigt sich mit dem Thema.
Die Thrash-Metal-Band Slayer widmete auf ihrem 1983 erschienenen Debütalbum Show No Mercy das Lied Crionics dem Thema.
Die Electropunk-Band Mono für Alle! greift die Kryonik und posthumanistische Ansätze im 2001 erschienenen, satirisch zu interpretierenden Lied Vision der Unsterblichkeit auf.
Das Hörspiel Algor Mortis. Hirnfrost von 2023 greift die unterschiedlichen Behandlungsmethoden satirisch auf. Familienvater Udo lässt sich von der „Hibernatur GmbH“ einfrieren, doch es unterläuft ein entscheidender Fehler: Sie frieren nur den Kopf ein. Die Familie ist entsetzt.